# Blind Youth
Blind Youth és una pel·lícula muda dirigida per Edward Sloman i protagonitzada per Walter McGrail, Leatrice Joy i Claire McDowell. Basada en l’obra de teatre homònima de Lou Tellegen i Willard Mack, es va estrenar el març de 1920. Inicialment havia de ser dirigida per Alfred E. Green però en indisposar-se aquest, es va assignar la direcció a Sloman. La crítica de l’època considerà que tenia un tempo massa lent. Es considera una pel·lícula perduda.

## Argument
Quan Elizabeth i Pierre Monnier es divorcien cada progenitor es queda amb un fill, ell s'enduu Maurice a París i Elizabeth queda amb Henry als Estats Units. En créixer, Maurice esdevé un jove escultor prometedor fins que es casa amb Clarice, una model caça-fortunes que acaba amb tots els seus diners. Quan comencen a patir dificultats financeres Clarice l'abandona per Jules Chandoce, un soldat que ha retornat de la guerra. Després de la mort del seu pare, Maurice torna als Estats Units per retrobar la seva mare i el seu germà als quals no ha vist d’ençà que era un nen. Aquests, en conèixer-lo i descobrir la seva pobresa s'avergonyeixen d’ell. Maurice vaga pels carrers i contempla suïcidar-se quan coneix Hope Martin, una altra model. Ella l'inspira a crear una nova estàtua que titularà "Blind Youth". Hope posa com a model i amb l'estàtua Maurie guanya ràpidament fama i acceptació social. Maurice declara a Hope que l’estima però que no s'hi pot casar. Clarice arriba als Estats Units per retrobar Maurice i compartir la seva fortuna, però en descobrir que aquest està enamorat de Hope, confessa que el seu matrimoni mai va ser legal ja que ella ja estava casada amb Jules Chandoce. Maurice és lliure de casar-se amb Hope.

## Repartiment
- Walter McGrail (Maurice Monnier)
- Leatrice Joy (Hope Martin)
- Ora Carew (Clarice Monnier)
- Claire McDowell (Elizabeth Monnier)
- Josef Swickard (Pierre Monnier)
- Charles A. Post (Tubby)
- Leo White (Louis)
- Helen Howard (Matilda Packard)
- Clara Horton (Bobo)
- Colin Kenny (Henry Monnier)